# Giuseppe Melograni
Giuseppe Melograni (Parghelia, 29 luglio 1750 – Zambrone, 21 dicembre 1827) è stato uno scienziato, naturalista e mineralogista italiano.

## Biografia
Giuseppe Melograni era figlio di Michele Melograni e di Olimpia Costanzo. Fin dalla sua infanzia i genitori decisero di farlo studiare nel Vescovile Seminario di Tropea. In tale convento Giuseppe imparò le lettere umane, la filosofia e la teologia. Si denota fin da piccolo il talento e il buon costume del Melograni.
Dopo aver preso il sacerdozio, sollecitato passa alla capitale del regno, Napoli. Inizia a studiare all'università il diritto civile e canonico. Infine si applicò solo allo studio delle scienze mediche e naturali. Nel 1789 il governo napoletano lo volle per un viaggio di studi e di aggiornamento in Germania, Francia e Inghilterra. Con lui ci sono: Giovanni Faicchio, Carmine Antonio Lippi, Vincenzo Raimondini, Andrea Savaresi e Matteo Tondi. Scopo del viaggio, conoscere le ultime tecniche estrattive, le ultime scoperte sui minerali, tecniche effusive e avvicinarsi sempre più al mondo della metallurgia a livello industriale. Durante il viaggio i sei studiarono le scienze mineralogiche, la fisica, la chimica e le scienze forestali. Nel 1797 alla fine del viaggio rientra in patria e per ordine del re, viene inviato in Calabria assieme ai suoi colleghi, per riorganizzare la Fabbrica d'armi di Mongiana, la Ferdinandea e la ferriera di Stilo.
Melograni e Vincenzo Raimondini furono insegnanti di mineralogia all'Università di Napoli. Nel 1801 venne incaricato da Ferdinando IV di Borbone di ordinare le collezioni acquistate di recente dal sovrano nel nuovo Real Museo di Mineralogia, egli separò le collezioni in una parte di orittologia, dedicata ai fossili, ed una di geologia, comprendente una ricca collezione di minerali. Nel 1809 circa pubblicò il suo trattato sulla geologia. Negli anni a seguira pubblica diverse memorie e le arricchisce di anno in anno. Diventa così ispettore di acque e foreste, pubblica diversi manoscritti sulla graffite di Olivadi, sulle saline delle Calabria e sul comportamento dei vulcani con dovizia di particolari geologici.

## Opere
- Essai sur une nouvelle theorie des volcans / par Jh. Melograni; traduit de l'Italien par C. Montagne, Naples, De l'Imprimerie d'Ange Trani, 1810
- Osservazioni sulla nota del sig. Monticelli, opposta alla sua memoria sulle acque dedicate al Parlamento Nazionale, [s.l. : s.n.], 1821, (Napoli: tip. L. Nobile)
- Descrizione geologica e statistica di Aspromonte, e sue adiacenze, Napoli, Simoniana, 1823, X
- Manuale geologico, Napoli, Stamperia del Corriere, 1809, VIII.
- Osservazioni sulla nota del sig. Monticelli apposta alla sua memoria sulle acque..., Napoli, tip. L. Nobile, 1821.
- Istruzioni fisiche ed economiche dei boschi, Napoli, Angelo Trani, 1810, XVI, 207
- Manuale geologico, Napoli, stamperia del Corriere, 1809, VIII